# 巴丹 (索马里)
巴丹名義上是索馬利亞的都市，位在該國東北部，目前由邦特蘭實質統治。人口31,655（2014年）。

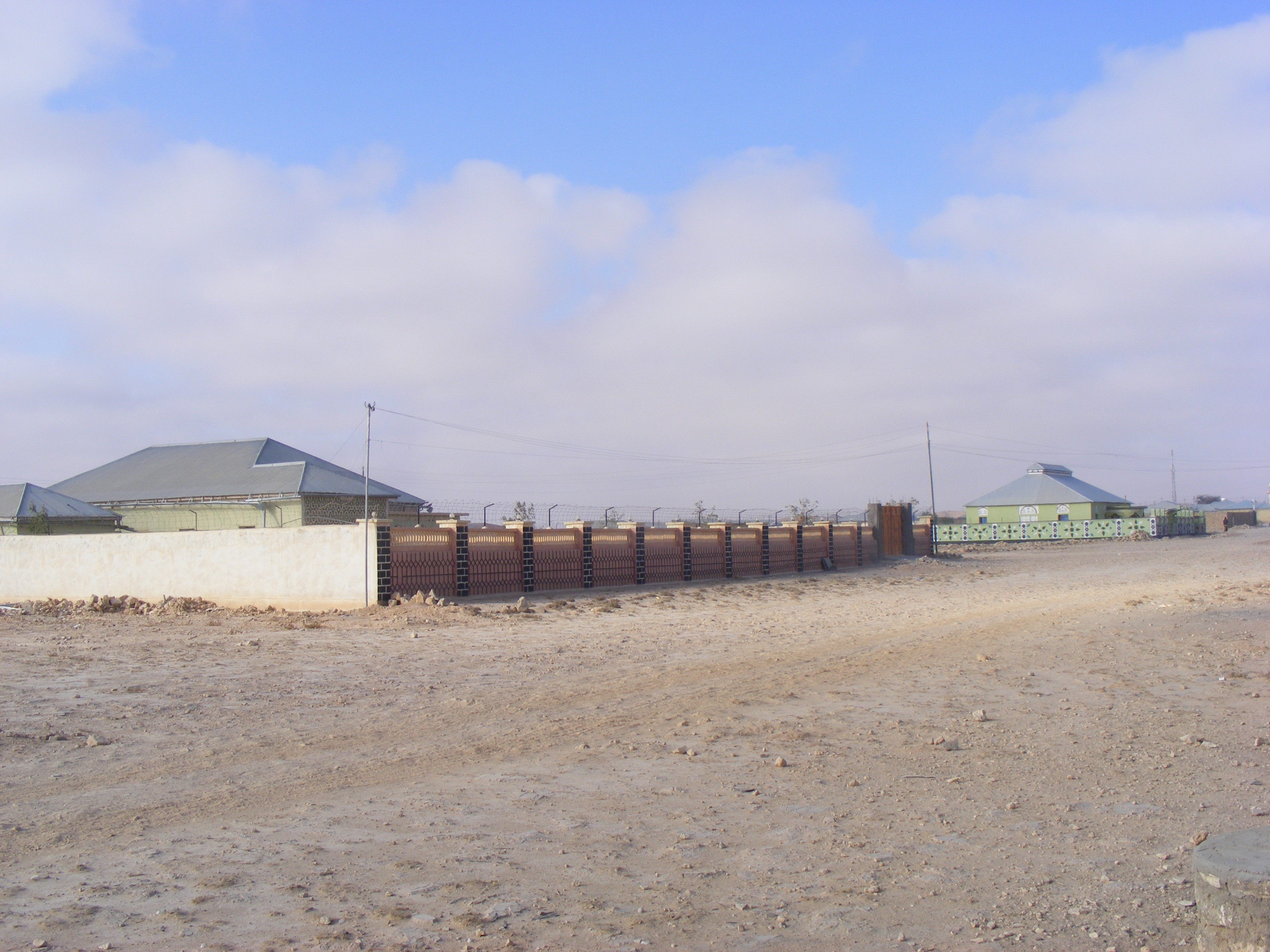
巴丹的一个住宅区概览

## 概述
雨季时常有洪水泛滥的危险。1971年，该镇被重新安置在一个名为“Badhan”的钻孔附近，从那时起便一直沿用这个名字。该地区最初是在14世纪由Darod氏族Warsangali亚氏族的索马里牧民定居的，因为那里有水供他们的羊群使用。
巴丹也因穆罕默德·阿卜杜拉·哈桑的托钵僧与瓦尔桑杰利苏丹国之间的战斗而闻名。苦行僧的领袖哈桑下令在该市建造一座新的大堡垒。 如今，堡垒需要修复。